# Lapeirousia micrantha
Lapeirousia micrantha är en irisväxtart som först beskrevs av Ernst Meyer och Friedrich Wilhelm Klatt, och fick sitt nu gällande namn av John Gilbert Baker. Lapeirousia micrantha ingår i släktet Lapeirousia och familjen irisväxter. Inga underarter finns listade i Catalogue of Life.